# Lilly Evans
Lilly Evans (Los Ángeles, California; 22 de junio de 1989) es una actriz pornográfica y modelo erótica estadounidense.

## Biografía
Evans nació en junio de 1989 en Los Ángeles en el seno de una familia latina, con ascendencia hispana y filipina, así como nativoamericana. Antes de entrar en la industria pornográfica trabajó como modelo durante tres años. Debutó como actriz porno en 2011, a los 22 años de edad.
Como actriz, ha trabajado para estudios como Jules Jordan Video, Girlfriends Films, New Sensations, FM Concepts, Reality Kings, Kick Ass Pictures, Mofos, Filfy Films, Hustler, Evil Angel, Lesbian Parlor o Twistys, entre otros.
2015 fue su año en el circuito de los premios de la industria, al recibir dos nominaciones en los Premios AVN y otras dos en los Premios XBIZ. En los dos, la respectiva a Artista lésbica del año.
En 2017 volvió a estar nominada en los Premios AVN en las categorías de Mejor escena de sexo lésbico por Lesbian Tutors 2, y en Mejor escena de sexo lésbico en grupo por Lesbian Love Stories 8.
Ha rodado más de 70 películas.
Alguno de sus trabajos son Beautiful New Faces 3, Fantasy Solos 8, Girl On Girl Fantasies 5, Jail House Lesbians, Latinalicious 3, Lust Filled Lesbians, Nice Girls Swallow 8, Virtual Footjobs o Wet Lips.

## Premios y nominaciones
| Año  | Ceremonia         | Resultado | Premio                                | Trabajo                |
| ---- | ----------------- | --------- | ------------------------------------- | ---------------------- |
| 2015 | Premios AVN       | Nominada  | Artista lésbica del año               | —                      |
| 2015 | Spank Bank Awards | Nominada  | Pussy Eating Princess of the Year     | —                      |
| 2015 | Premios XBIZ      | Nominada  | Artista lésbica del año               | —                      |
| 2017 | Premios AVN       | Nominada  | Mejor escena de sexo lésbico          | Lesbian Tutors 2       |
| 2017 | Premios AVN       | Nominada  | Mejor escena de sexo lésbico en grupo | Lesbian Love Stories 8 |